# Feliniopsis septentrionalis
Feliniopsis septentrionalis là một loài bướm đêm trong họ Noctuidae.